# 1世代
{{Infobox musical artist
| name =  -{zh:1世代
| 外文名 =One Direction; zh-hk:One Direction}-
| native_name_lang = en
| image = One Direction Sydney 4.jpg
| landscape = yes
| caption = 1世代青春無敵巡迴演唱會悉尼場演出，攝於2012年。从左至右：路易·湯姆林森、奈爾·霍蘭、哈利·斯泰爾斯、連恩·佩恩、贊恩·馬利克
| background = group_or_band
| 別名 = 1D
| origin = 英國伦敦
| genre = 
- 流行
- 流行搖滾

| years_active = 2010年－2016年
| label = 
- 赛科
- 哥伦比亚

| current_members = * 奈爾·霍蘭
- 哈利·斯泰爾斯
- 路易·湯姆林森

| past_members = 
- 連恩·佩恩 (2024年去世）
- 贊恩·馬利克（2015年離開團體）

| website = onedirectionmusic.com
}}
1世代簡稱）是一个英国-爱尔兰男子音乐组合，成員包括奈爾·霍蘭、哈利·斯泰爾斯與路易·湯姆林森，贊恩·馬利克和連恩·佩恩。組合成員在2010年參與英國版X音素決賽取得第3名后與西蒙·高維爾的廠牌賽科音樂簽約后正式出道。1世代還於2012年夏季奥林匹克运动会闭幕式中表演。由於社交媒體的宣传，1世代迄今發行的五張專輯《青春無敵》、《青春滿屋》、《青春午夜場》、《青春第四課》和《青春創世紀》都取得了一定的商業成功，并製造了妳如此美麗、青春不留白、絕代好歌、小事情、青春的故事、愛的勇士和完美情人等熱門單曲。2015年3月25日成員贊恩·馬利克宣布退出該團體，2016年1月開始，团体在宣布休息後已暫時性的停止活動，另一名成員連恩·佩恩則於2024年10月16日墜樓身亡。
自出道以來，1世代獲得了許多獎項，包括7個全英音樂獎、4個MTV音樂錄影帶大獎、11個MTV歐洲音樂大獎、7個全美音樂獎、28個青少年選擇獎與其它眾多獎項。除此以外，團體還被《告示牌》評為2012年最佳新星。根據《星期日泰晤士報》財富榜2013年4月的報道，團體的估計身價約為2500萬英鎊，是英國第二富有的30歲以下藝人。2014年，《福布斯》根據團體2013年6月到2014年6月期間賺得的7500萬美元將其列為30歲以下第二富有的名人。2015年6月，《福布斯》根據團體前12個月1億3000萬美元的收入，將團體列為世界第4富有的名人，並於隔年升至第2名。截至2020年，團體於全球售出7000萬張唱片，成為史上最暢銷樂團之一。
在发行专辑《青春第四課》后，1世代成为了第一个四张专辑空降美国告示牌二百强专辑榜冠军的团体。他们的第3张录音室专辑《青春午夜場》尽管发行于2013年年末，却成为了2013年全球销量最高的专辑。团体的青春在哪里巡回演唱会是2014年票房最高的巡回演唱会之一，更是有史以来由团体举办的演唱会中票房最高的演唱会，票房达2820万美元。2014年，《告示牌》将1世代列为年度艺人。

## 歷史

### 2010年－2011年：《X音素》

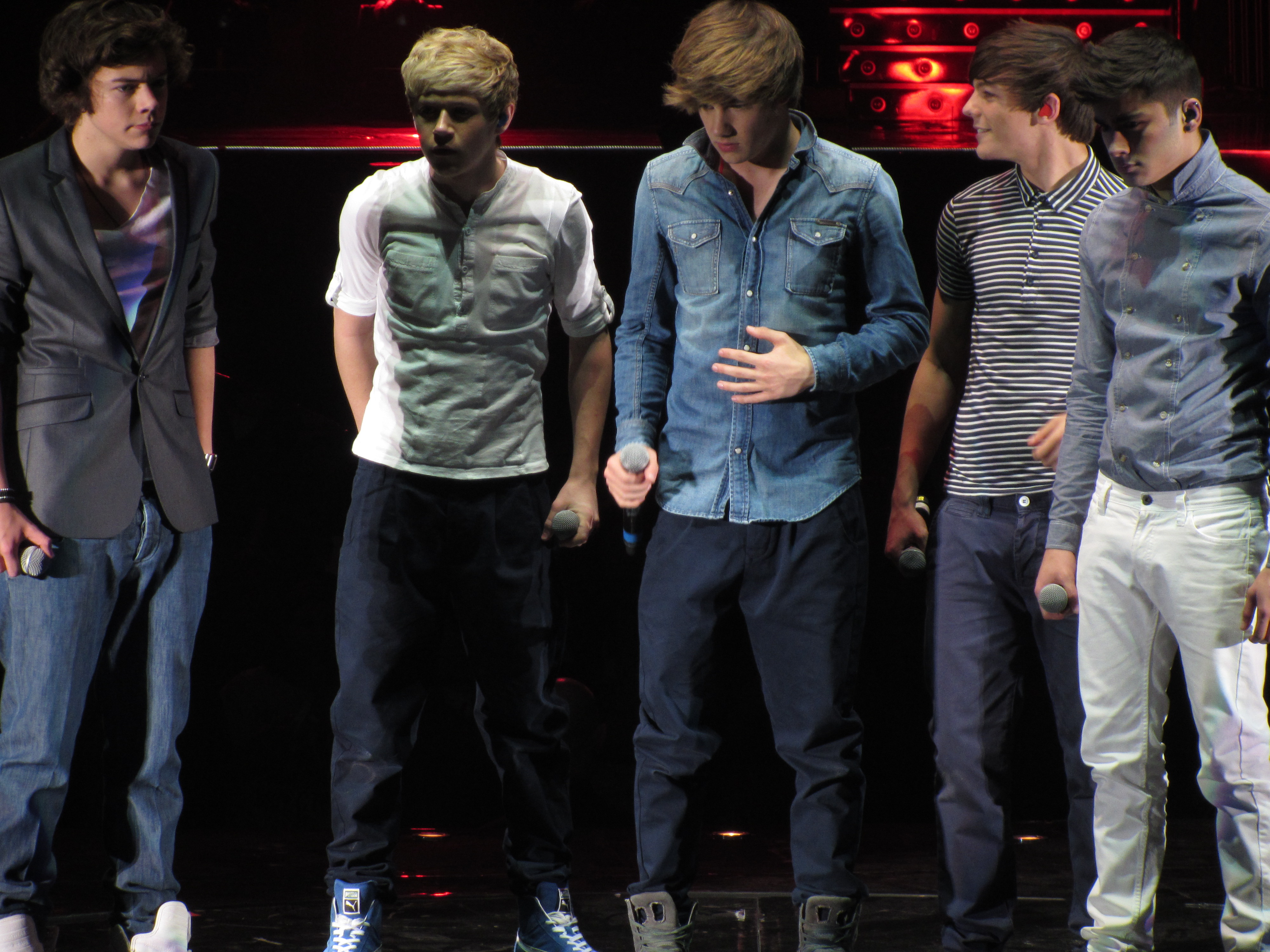
2011年，1世代在X音素演出

2010年，奈爾·霍蘭、贊恩·馬利克、連恩·佩恩、哈利·斯泰爾斯和路易·湯姆林森以个人身份参加了英国电视节目《X音素》的第7季。但他们均未能成功晋级男子组評委之家。2010年7月，在节目中的训练营环节中，5人被安排成了一个组合继续参加比赛，并参加了组合组比赛。评委妮可·舒辛格和西蒙·高維爾均有让五人组成组合的想法。接着，组合成员一起生活了2周去了解彼此并练习表演。斯泰尔提出了组合名称“1世代”。 在组合组评委之家晋级赛中，1世代清唱了Ednaswap乐团的歌曲《Torn》。高維爾称他们的表演“自信、快乐，就像一群好友一般，丝毫不畏惧。”在表演后，团体在英国迅速获得名气。
1世代终在比赛中取得了第3名。而他们在决赛中演唱的歌曲《Forever Young》也被发布于互联网上。不久后，1世代确认与高維爾签下赛科唱片200万的音乐合约。2011年1月，团体开始着手录制他们的第1张录音室专辑。2月，团体出版了自己的第一本书籍《1世代：永遠年輕》，讲述了他们参加X音素比赛的经历。这本书成功登上了《星期日泰晤士報》畅销书籍榜冠军。同月，团体与X音素其它参赛者一起开启了X音素2011年巡迴演唱會。巡演在英国各地进行，共吸引了500,000观看人次。 2011年4月，团体结束了巡演后开始继续制作专辑。

### 2011年－2012年：《青春無敵》

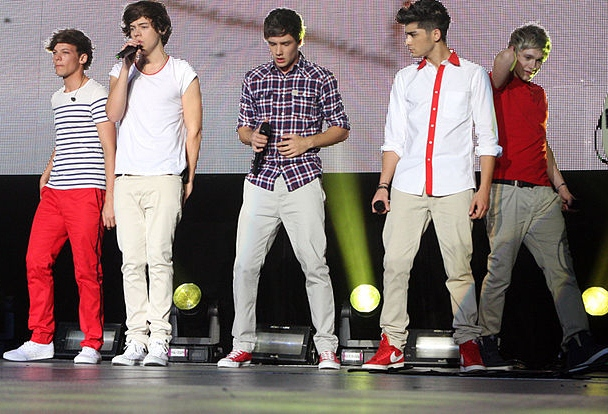
2012年4月，1世代在青春無敵巡迴演唱會上表演

2011年9月，1世代发行了他们的首张单曲妳如此美麗。單曲是索尼音樂史上預購成績最佳的單曲，并在英國單曲榜獲得了冠軍。隨後，團體發佈的單曲《非妳莫屬》和《神奇的魔力》都進入了英國單曲榜單前10名。 2011年11月，團體在北美與哥倫比亞唱片簽約。2012年2月，《妳如此美麗》在美國發行。歌曲空降《告示牌》百強單曲榜第28名，成為英國藝人1998年來最高空降。歌曲在美國獲得了超過400萬份銷量。為打開北美市場，1世代於2012年2月抵達美國進行宣傳。并作為派對男孩的與你更好巡迴演唱會的暖場嘉賓隨派對男孩一起在北美演出。1世代的第1張錄音室專輯《青春無敵》於2012年年初全球發行，在16個國家的專輯榜單獲得了冠軍。其中，因專輯在美國《告示牌》二百強專輯榜奪冠，1世代成為第一個出道專輯即在美國獲得冠軍的英國團體。1世代也因此被寫入了《金氏世界紀錄》。截至2012年8月，專輯在全球已獲得超過300萬份銷量。
2011年12月，1世代在英國開啟了他們首個團體巡迴演唱會青春無敵巡迴演唱會。2012年年初，團體宣佈了演唱會的澳大利亞和北美場次將在2012年4月-7月進行。巡演總計64場演出，獲得了商業成功和業界好評。巡演的DVD《青春無敵：尖叫演唱會》於2012年5月發佈。DVD在25國奪冠，截至2012年8月已在全球獲得了超過100萬份銷量。2012年5月，1世代在北美出版了自己的第一本書籍《敢於夢想：像「1世代」這樣活著》，獲得了《紐約時報》暢銷書榜冠軍。2012年8月，團體在2012年夏季奥林匹克运动会闭幕式上表演。2012年9月6日，1世代在2012年MTV音乐录影带大奖獲得了3個獎項，包括最佳新人獎，成為了當晚最大贏家。

### 2012年－2013年：《青春滿屋》

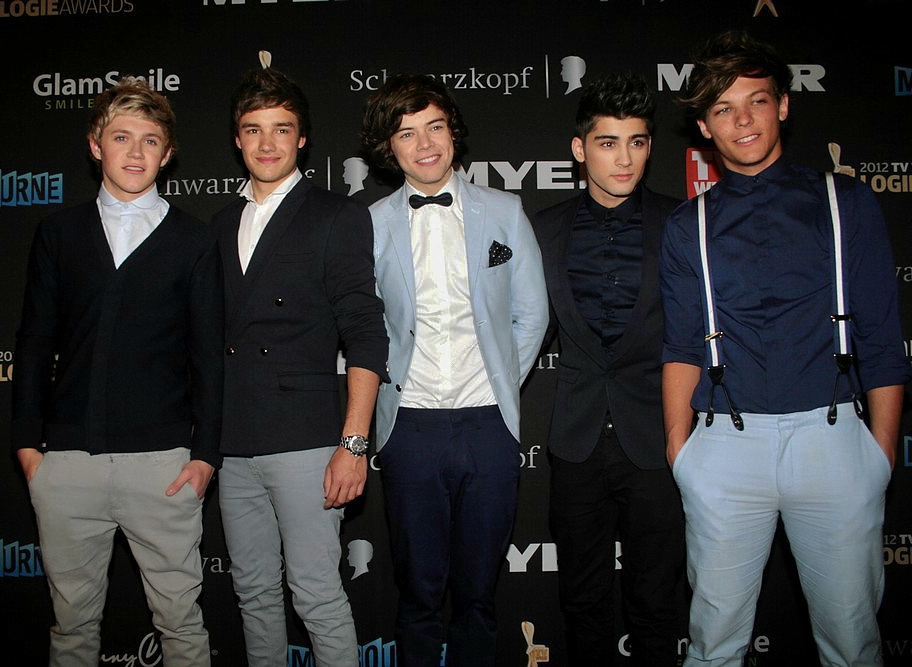
1世代在2012年電視週洛吉獎紅毯

1世代於2012年5月開始在斯德哥爾摩的Kinglet錄音室錄製他們的第2張錄音室專輯。專輯的首張單曲，青春不留白於2012年9月發佈。歌曲在幾乎所有國家進入了前10名，并創下了非美國藝人在美國最高單週單曲銷量紀錄。2012年11月，專輯的第2支單曲小事情發佈。同月，團體的第2張錄音室專輯《青春滿屋》正式發行。《青春滿屋》和小事情一起空降了英國專輯榜和單曲榜冠軍。《青春滿屋》在美國獲得了540,000份首週銷量，空降《告示牌》二百強專輯榜冠軍。在全球來看，專輯在超過34國奪冠。整個2012年，《青春無敵》和《青春滿屋》各自分別以超過500萬份銷量排行該年全球專輯銷售榜單的第3與第4。
2012年11月，1世代在皇家大匯演中表演，伊丽莎白二世觀看了他們的演出。12月，團體在紐約麦迪逊广场花园演出，門票售罄。2013年2月，1世代為喜劇救濟活動發佈了單曲《愛的方式》。作為1世代參與英國慈善的一部分，團體前往了加納去兒童醫院當志願者，拜訪學校，進行募捐。同月，1世代開啟了他們的第2個巡迴演唱會青春滿屋巡迴演唱會。巡演宣佈舉辦當日就有300,000份門票售出。巡演取得了一定的商業成功，在全球共進行了超過134場演出，總共售出了門票1,635,000張。

### 2013年－2014年：《青春午夜場》與《我們的世代》

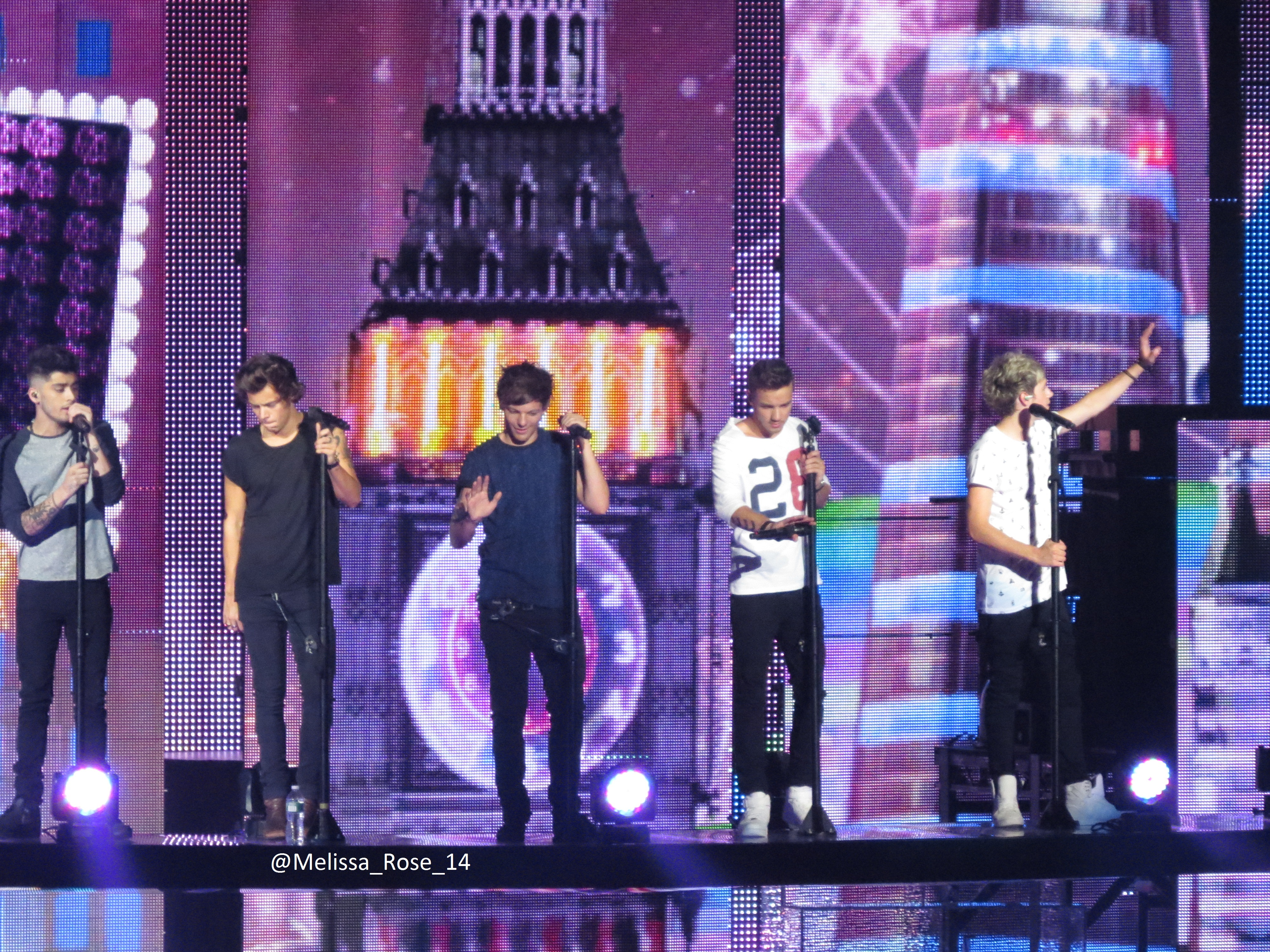
2013年7月2日，團體在美 (This Is Us)國新澤西州東盧瑟福表演

2013年8月30日，团体的自传式3D纪录片电影《1世代：我們的世代》經由三星电影公司發行。電影獲得了票房成功，在英國和美國票房榜上奪冠，在全球共獲得了超過6000萬美元票房收入，是全球第4高的演唱會電影。而电影宣傳曲絕代好歌於2013年7月22日發行，并成為了團體第3張錄音室專輯的首張單曲。絕代好歌在VEVO平台以24小時內1090萬觀看人次打破了24小時內最多觀看次數紀錄。2013年10月，青春的故事作为专辑的第2张单曲发行，在单曲发行时，1世代成员每人发布了一张自己童年时期的照片宣传。2013年11月23日，团体参与了1世代日活动，在线上与粉丝互动。
團體的第3張錄音室專輯《青春午夜場》於2013年11月25日發行。專輯在英美二國均空降冠軍。至此，1世代成為第1個前3張專輯都空降《告示牌》二百強專輯榜的團體。为宣传专辑，1世代在《X音素》美国版和英国版进行了宣传演出。

### 2014年－2015年：《青春第四課》與馬利克的離團

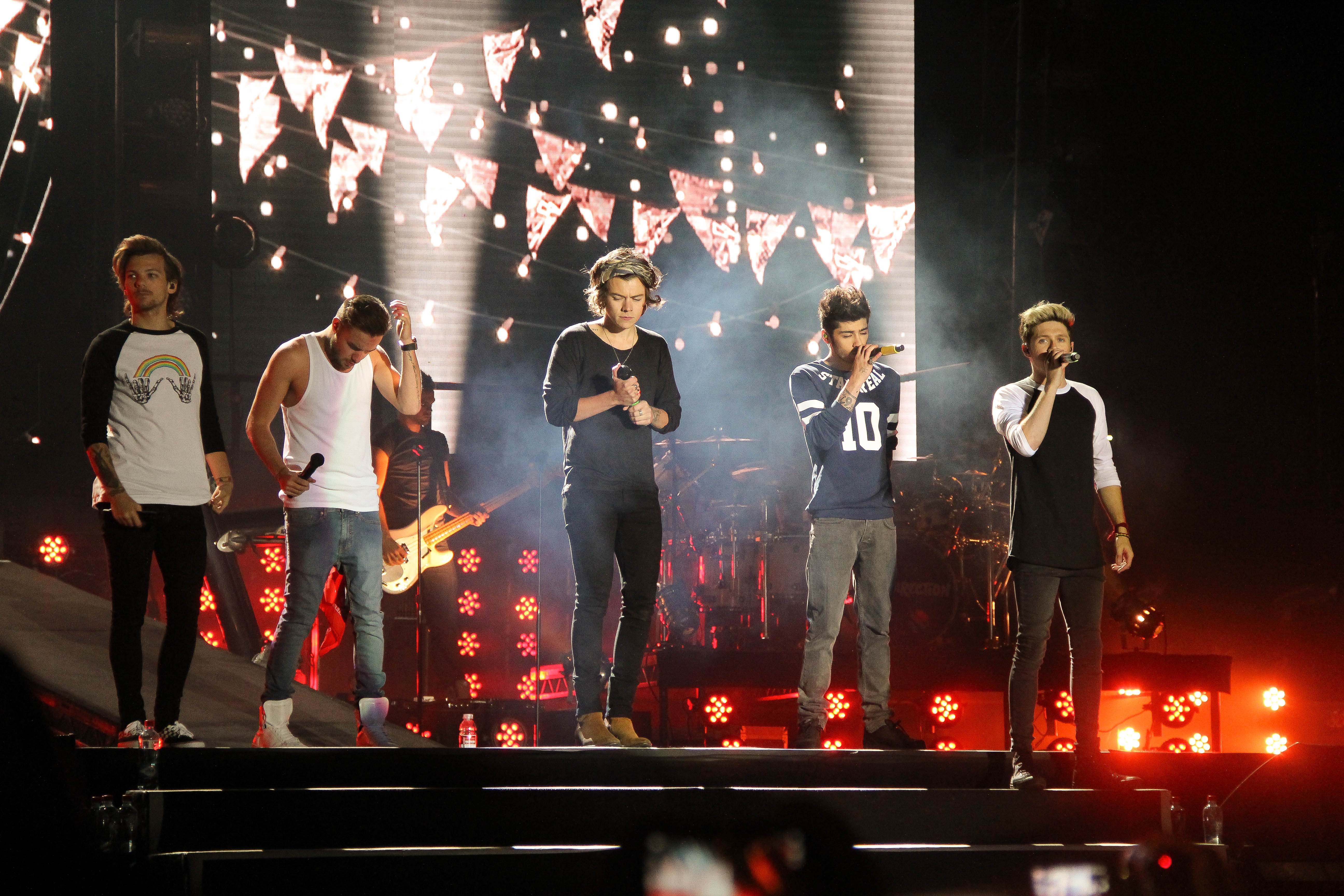
2014年4月，1世代在青春在哪裡巡迴演唱會表演

2014年4月25日，1世代在哥倫比亞的波哥大开启了青春在哪裡巡迴演唱會。7月21日，1世代官方宣布将发布青春在哪裡巡迴演唱會的纪录片电影《1起嗨翻演唱會》。电影纪录了聖西路球場的演出。2014年10月在全球部分影院播出，11月正式发行DVD。巡演期间，团体还发行了自传书《我们是谁》。巡演于2014年10月5日结束，总计吸引了340万观看人次，并获得了2.9亿票房收入。
2014年9月29日，团体发布了单曲偷走我的愛，這首歌曲也是團體第4張錄音室專輯的首張單曲。11月14日，變幻的夜作為專輯的第2張單曲發佈。11月17日，團體的第4張錄音室專輯《青春第四課》正式發佈，在英美雙榜均取得了冠軍。2015年2月7日，為宣傳專輯《青春第四課》，團體在澳大利亞悉尼開啟了青春再前進巡迴演唱會。3月25日，在巡演進行不久后，團體發佈官方聲明稱馬利克已離開1世代，而3月18日的香港站則是馬利克最後一次在1世代的演出。5月14日，1世代第一次以四人團體公開露面，並稱不會再讓新的第5人加入1世代。巡演於2015年10月31日在英國谢菲尔德結束。

### 2015年－2016年：《青春創世紀》

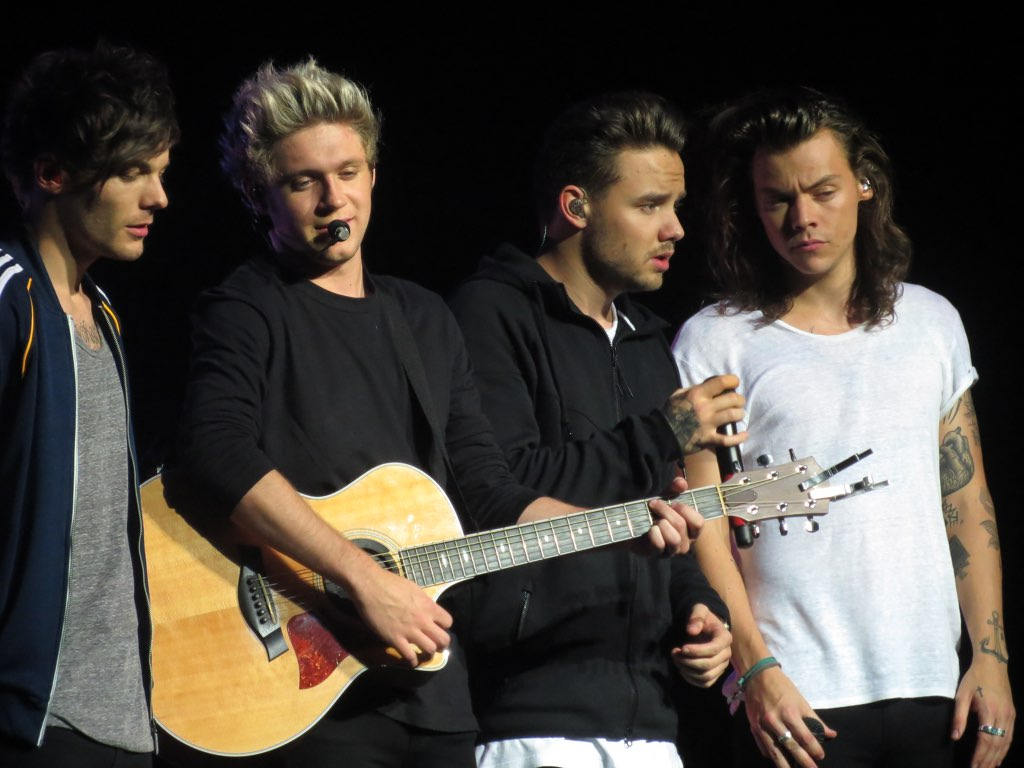
2015年10月，1世代在再次上路巡回演唱会格拉斯哥站上进行演出。

2015年7月31日，團體在毫無宣傳的情況下發佈了單曲愛的勇士。這首歌曲是馬利克離團後1世代發佈的第1首歌曲。11月13日，團體的第5張錄音室專輯《青春創世紀》正式發佈。專輯空降英國專輯榜冠軍。而在美國則以402,000份首週銷量空降亞軍，此首週銷量超過了團體上一張專輯《青春第四課》的銷量。不久后，團體成員路易·湯姆林森宣佈團體將開始一個大約18個月的休假。而2015年12月31日晚團體在《迪克·克拉克的跨年搖滾夜》上的表演也成為團體休假前最後一場公開演出。

### 2016年至今：休團與連恩·佩恩去世
2016年1月，《我們周刊》報道稱團體4名成員在青春再前進巡迴演唱會后均未以團體的名義續約廠牌。2月，已證實斯泰爾已脫離團體的管理，或開啟個人職業生涯。6月，斯泰爾已以個人身份與廠牌簽約。7月，佩恩稱已以個人身份與國會音樂集團簽約。而截至2017年5月，团体的全部成员均已发布了个人单曲。
在2017年全英音樂獎，1世代以愛的故事赢得了年度音乐录像带奖。该奖项唯一出席的由佩恩代表团体领取。
連恩·佩恩在2024年10月16日去世之前一世代一直沒有重組。佩恩去世後，贊恩·馬利克、哈利·斯泰爾斯、路易·湯姆林森和奈爾·霍蘭發表聯合聲明向他致敬。

## 音樂作品

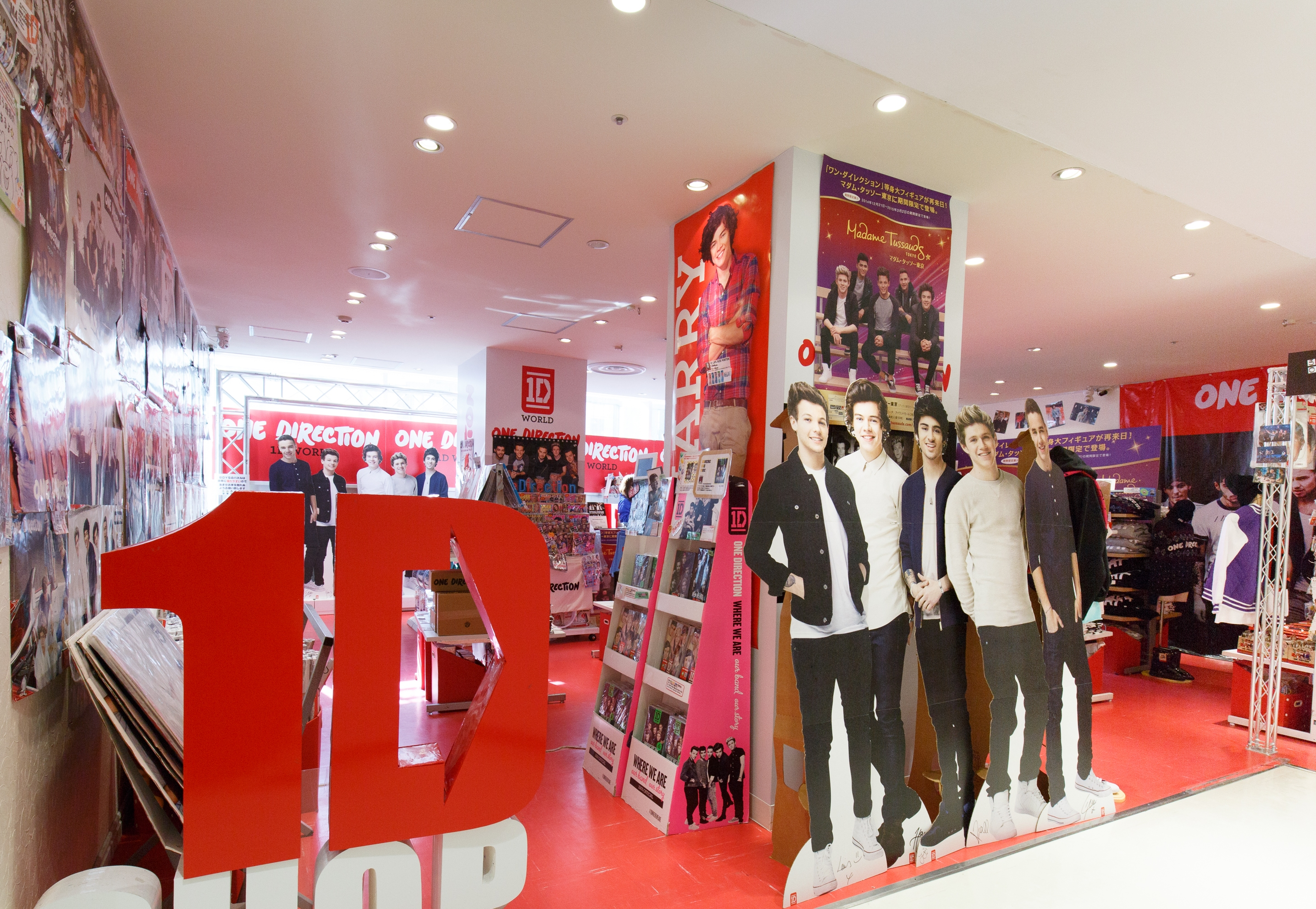
1世代在东京的官方商店“1D WORLD JAPAN”

- 《青春無敵》（2011年）
- 《青春滿屋》（2012年）
- 《青春午夜場》（2013年）
- 《青春第四課》（2014年）
- 《青春創世紀》（2015年）

## 影视作品
- 《X音素》第7季
- 《青春無敵：尖叫演唱會》
- 《1世代：我們的世代》
- 《1起嗨翻演唱會》

## 演唱会
| 主场 - 青春無敵巡迴演唱會（2011年－2012年） - 青春滿屋巡迴演唱會（2013年） - 青春在哪裡巡迴演唱會（2014年） - 青春再前進巡迴演唱會（2015年） | 開場表演 - X音素2011年巡迴演唱會（2011年） - 與你更好巡迴演唱會 （派對男孩）（2012年） |

## 奖项及提名
至今，1世代共收穫了5座全英音樂獎（包括2012年全英音樂獎最佳英國歌曲）、3座新音樂快遞音樂獎、2座兒童選擇獎、4座MTV音樂錄影帶大獎、27座青少年選擇獎以及其它眾多獎項。

## 出版物
- 《1世代：永远年轻》，哈泼‧柯林斯出版社，2011年1月17日，ISBN 978-0-00-743230-1
- 《1世代：2012年度官方年刊》，哈泼‧柯林斯出版社，2011年9月1日，ISBN 978-0-00-743625-5
- 《敢于梦想：像“1世代”这样活着》，哈泼‧柯林斯出版社，2011年9月15日，ISBN 978-0-00-744439-7
- 《1世代：我們在哪裡：我們的團體，我們的故事：100%官方》，哈泼‧柯林斯出版社，2013年11月19日，ISBN 978-0-00-748900-8
- 《1世代：我們是誰：我們的官方自傳》，哈泼‧柯林斯出版社，2014年9月25日，ISBN 978-0-00-757731-6

## 外部連結
- 官方网站（英文）
- 1世代在Allmusic上的頁面（英文）
- 1世代在互联网电影资料库（IMDb）上的資料（英文）
- 經紀公司網頁（英文）